# Oreste Ruggeri
Oreste Ruggeri (Urbino, 1857 – 1912) è stato un imprenditore italiano.
Fu un dinamico industriale farmaceutico. Stabilitosi a Pesaro dopo il successo dei suoi prodotti farmaceutici, specialmente i "glomeruli" a base di solfato di ferro contro l'anemia, contribuì a diffondere nella città di Pesaro lo stile Liberty, che la personalità del Ruggeri valorizzò anche in altri settori delle arti applicate: i ferri battuti, l'ebanisteria, la decorazione d'ambiente.
Sicuramente l'opera più famosa, in termini di urbanistica, è il Villino Ruggeri datato 1907. Risulta essere il 5° edificato in ordine temporale nell'allora nascente zona mare di Pesaro.
Costruito e ideato dall'architetto urbinate Giuseppe Brega, il Villino fu poi decorato dai più grandi artisti e artigiani pesaresi in piena consonanza, all'inizio del nuovo secolo, con l'identificazione Liberty dell'Art Nouveau come stile della classe borghese ricca o agiata.
Coltivò anche la passione per il giornalismo, soprattutto negli anni giovanili.
Nel 1881 collaborò con il settimanale riminese "Libertas", nel 1893 con il quotidiano "L'Adriatico" e nel 1889 con il settimanale urbinate "Il Corriere Metaurense".